# دميتري ربولوفليف
دميتري ربولوفليف (بالإنجليزية: Dmitry Yevgenyevich Rybolovlev) مواليد 22 نوفمبر 1966 في بيرم، الاتحاد السوفيتي، رجل أعمال روسي فرنسي، وملياردير ومستثمر روسي، في عام 2011 أصبح رئيس نادي موناكو لكرة القدم. في عام 2017، احتل ربولوفليف المرتبة 190 على قائمة فوربس للمليارديرات مع قيمة صافية قدرها 7.3 مليار $.

## روابط خارجية
- دميتري ربولوفليف على موقع مونزينجر (الألمانية)